# Globoka venska tromboza
Globoka venska tromboza je nastanek trombusa v globoki veni, ki povzroči popolno ali delno zaporo žile. Najpomembnejši zaplet nezdravljene akutne proksimalne venske tromboze je pljučna embolija. To je zamašitev ene ali več pljučnih arterij.  Potencialna posledica tromboemboličnega dogodka je ishemična nekroza distalnega tkiva – infarkt. Pozna posledica prebolele globoke venske tromboze je potrombotični sindrom, ki se razvije več let po preboleli venski trombozi. Zanj je značilno stalno otekanje prizadetega uda, pri napredovanju bolezni pa tudi pojavljanje golenskih razjed.

## Dejavniki tveganja
Pridobljeni dejavniki tveganja za globoko vensko trombozo so operacije, velike poškodbe, dolgotrajna nepomičnost ali imobilizacija, rakava in internistična obolenja. Tveganje je zvišano tudi med nosečnostjo, po porodu in ob uporabi peroralnih kontraceptivov. Pri slednjih je vzrok hiperkoagulabilnosti povečana jetrna sinteza faktorjev strjevanja krvi in reducirana sinteza antitrombina III. Pomembna vzroka pridobljenih nagnjenj k trombozi sta s heparinom sprožen trombocitopenični sindrom in antifosfolipidni protitelesni sindrom. Prirojeni dejavniki tveganja so trombofilije.

## Zdravljenje
Za zdravljenje globoke venske tromboze uporabljamo antikoagulacijska zdravila. Z njimi v akutnem obdobju zmanjšamo verjetnost nastanka pljučne embolije, pozneje pa ponovitvene tromboze.
Zaradi hitrega učinka zdravljenje začnemo s heparinom, potem pa nadaljujemo z dolgotrajnim zdravljenjem s kumarini. Zdravljenje s heparinom traja 5–7 dni oziroma do takrat, ko je internacionalno normalizirano razmerje (INR) dva dni zapored nad 2,0. Ciljno območje je med 2,0 in 3,0, razen pri bolnikih z antifosfolipidnim sindromom, pri katerih je priporočeni INR med 3,0 in 3,5. Preprečevanje globoke venske tromboze pred operacijami izvajamo z nizkomolekularnimi heparini.